# Jericó (kommun i Colombia, Antioquia, lat 5,75, long -75,75)
Jericó är en kommun i Colombia.   Den ligger i departementet Antioquía, i den centrala delen av landet, 220 km nordväst om huvudstaden Bogotá. Antalet invånare är 12 789.